# Słowacja na Letnich Igrzyskach Olimpijskich 2008

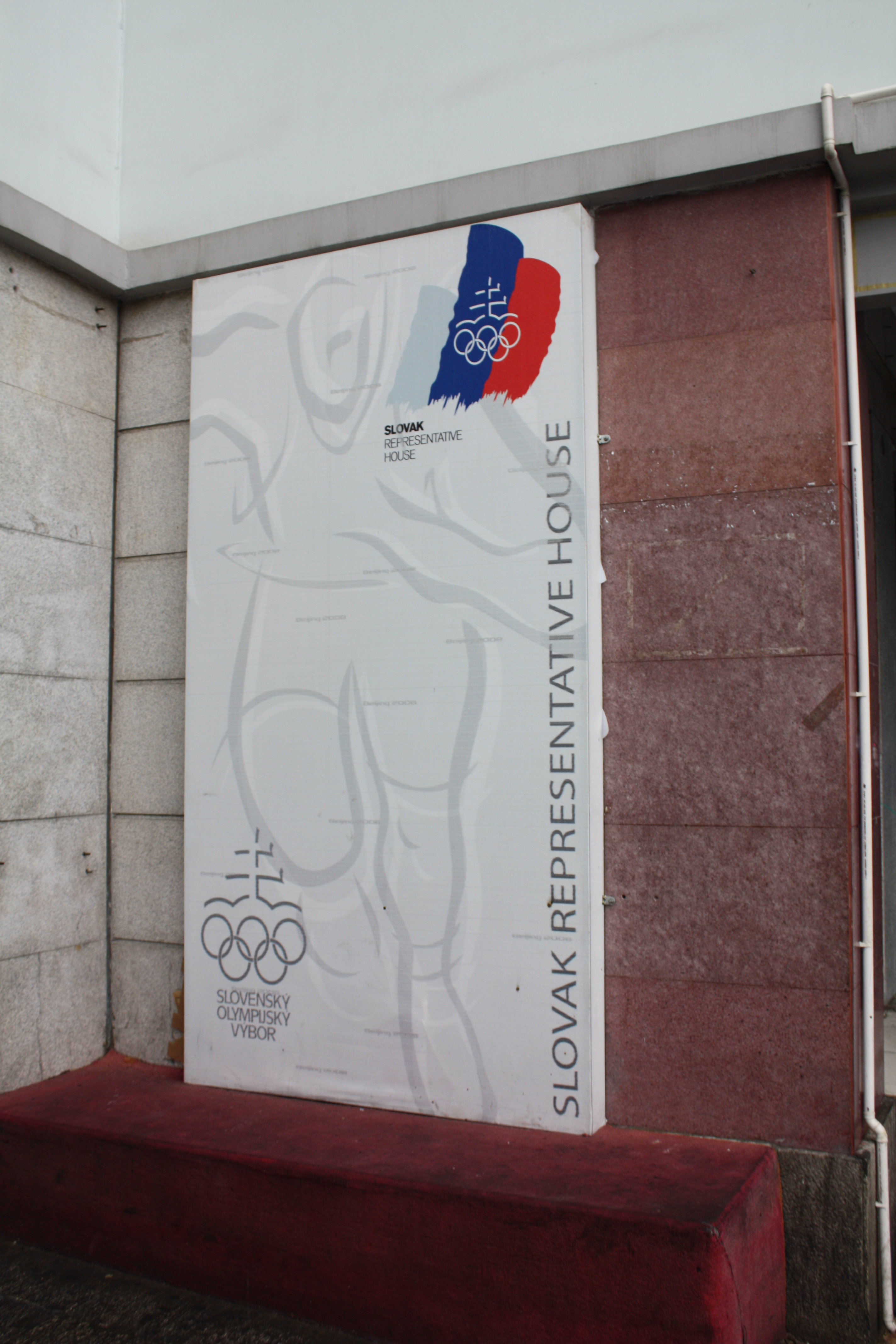

Słowację na Letnich Igrzyskach Olimpijskich 2008 reprezentowało 57 zawodników w 14 dyscyplinach.
Był to 4. start reprezentacji Słowacji na letnich igrzyskach olimpijskich. Poprzednie występy miały miejsce na igrzyskach olimpijskich w 1996, 2000 i 2004 roku. Wcześniej zawodnicy słowaccy występowali na igrzyskach olimpijskich w reprezentacji Czechosłowacji (1920–1992).

## Zdobyte medale
| Medal  | Zawodnik                                                   | Dyscyplina          | Konkurencja                       |
| ------ | ---------------------------------------------------------- | ------------------- | --------------------------------- |
| Złoto  | Michal Martikán                                            | Kajakarstwo górskie | C-1 mężczyzn                      |
| Złoto  | Elena Kaliská                                              | Kajakarstwo górskie | K-1 kobiet                        |
| Złoto  | Pavol Hochschorner Peter Hochschorner                      | Kajakarstwo górskie | C-2 mężczyzn                      |
| Srebro | Richard Riszdorfer Michal Riszdorfer Erik Vlček Juraj Tarr | Kajakarstwo         | K-4 1000 m mężczyzn               |
| Srebro | Zuzana Štefečeková                                         | Strzelectwo         | trap kobiet                       |
| Brąz   | David Musuľbes                                             | Zapasy              | do 120 kg w stylu wolnym mężczyzn |